# Liesl Laurie
Liesl Laurie (sinh ngày 28 tháng 4 năm 1991 tại Johannesburg, Nam Phi) là một người mẫu Nam Phi và nữ hoàng sắc đẹp được trao vương miện Hoa hậu Nam Phi năm 2015. Cô đã đại diện cho đất nước của mình tại cuộc thi Hoa hậu Thế giới 2015 được tổ chức tại Tam Á, Trung Quốc vào ngày 19 tháng 12 năm 2015. Cô cuối cùng không thể tham gia cuộc thi Hoa hậu Hoàn vũ 2015, vì phần thi chung kết của cuộc thi này được lên lịch vào ngày 20 tháng 12 năm 2015 tại Las Vegas, Hoa Kỳ.

## Cuộc sống cá nhân
Laurie sống ở Eldorado Park, một vùng ngoại ô người Colored vốn chiếm đa số ở Johannesburg. Cô có bằng Cử nhân Thương mại và là một nhà hoạt động xã hội.

### Hoa hậu Nam Phi 2015
Ngày 29 tháng 3 năm 2015, Laurie được trao vương miện Hoa hậu Nam Phi 2015 bởi người giữ danh hiệu này trước đó, Zipozakhe Zokufa. Cuộc thi Hoa hậu Nam Phi được tổ chức tại Super Bowl Sun City. Laurie trước đó đã chiến thắng 11 thí sinh đã lọt vào chung kết cùng với cô. Hoa hậu Thế giới 2014 Rolene Strauss đã tham dự sự kiện này, cùng với hai hoa hậu người Nam Phi khác đã thắng cuộc thi Hoa hậu Thế giới, là Penelope Anne Coelen, Hoa hậu Thế giới 1958 và Anneline Kriel, Hoa hậu Thế giới 1974.

### Hoa hậu Thế giới 2015
Là Hoa hậu Nam Phi, Laurie tham gia cuộc thi Hoa hậu Thế giới 2015 tổ chức tại Sanya, Trung Quốc và là một trong 114 thí sinh. Cô là một trong 11 thí sinh lọt vào vòng chung kết và trở thành Nữ hoàng lục địa Châu Phi, để trở thành thí sinh đoạt giải này, thí sinh phải là người có xếp hạng cao nhất trong số tất cả các thí sinh đến từ châu Phi.